# Sphecotheres
Sphecotheres es un género de aves paseriformes perteneciente a la familia Oriolidae. Es originario de los hábitats boscosos en Australia, Papúa Nueva Guinea y las islas menores de la Sonda. Las tres especies se han considerado congéneres , pero hoy todas las principales autoridades los consideran como especies distintas. La división se basa principalmente en las diferencias en las mediciones y plumajes y en la biogeografía. En comparación con los "típicos" orioles del género Oriolus, estos son más frugívoros (aunque también tomar algunos pequeños insectos, néctar y semillas) y sociables, incluso efectúa la cría en pequeñas colonias sueltas (por lo menos el Sphecotheres vieilloti; los hábitos de anidación aún es desconocido para el resto). Tienen un fuerte dimorfismo sexual, con los machos que tienen el dorso de color verde oliva, la cabeza negra, y (únicamente para la familia) distinta piel brillante de la cara roja. Las hembras son de color gris, siendo de color marrón opaco por encima y blanco por debajo, con rayas oscuras fuertes. Tienen la piel grisácea facial, y un toque de color gris-negro.

## Especies
- Sphecotheres viridis.
- Sphecotheres hypoleucus.
- Sphecotheres vieilloti.